# Dolly Martin
Dolly Martin, vlastním jménem Dolly Read (* 13. září 1944 Bristol, Gloucestershire, Anglie), je anglická pin-up girl modelka a herečka.
Známými jsou její fotografie z magazínu Playboy, jako herečka ztvárnila hlavní postavu ve filmu Beyond the Valley of the Dolls z roku 1970. Někdy vystupovala i jako Margaret Readová nebo Dolly Read Martin.

## Biografie
Poprvé se objevila na obrazovce v roce 1963 ve filmu The Kiss of the Vampire (Polibek upíra), následovala role v britském televizním seriálu Dixon of Dock Green. V květnu 1966 byla v časopise Playboy vyhlášena Playmate měsíce. Pózovala pro časopis opět v roce 1970. Pracovala jako Playboy Bunny v Playboy Clubu v Chicagu, Londýně a New Yorku.
Po nízkorozpočtovém erotickém snímku That Tender Touch (Ten něžný dotek) v roce 1969 dostala roli naivní sexy rock and rollové zpěvačky Kelly Mac Namarové v Russ Meyerově pastišové komedii Beyond the Valley of the Dolls (Za údolím panenek) následující rok. V průběhu roku 1970 se Readová objevila jako hostující hvězda ve filmech jako Charlie's Angels (Charlieho andílci), Fantasy Island a Vega$. Byla také častým hostem diskuzního pořadu Match Game se svým manželem.
V roce 2006 byla Readová společně s dalšími členy štábu dotazována na speciální edici DVD Beyond the Valley of the Dolls.

### Osobní život
V roce 1971 si vzala amerického komediálního herce Dicka Martina. Rozvedli se v roce 1975 a znovu vzali 1978. Stala se náhradní matkou pro dva syny, Richarda a herce Caryho Martina. Dick Martin zemřel dne 24. května 2008.
Dolly Martin také založila firmu Svět Dolly Martin jako značku pro módní doplňky a šperky.

## Filmografie

### Filmy
- The Kiss of the Vampire (1963)
- That Tender Touch (1969)
- Beyond the Valley of the Dolls (1970)

### Televize
- Dixon of Dock Green (1 epizoda, 1963)
- Tattletales (1977)
- Charlie's Angels (1 epizoda, 1978)
- Vega$ (1 epizoda, 1978)
- Match Game (1975–81)
- Fantasy Island (2 epizoda, 1980)
- The Match Game (1990–91)